# Abschaffel
Abschaffel ist eine Roman-Trilogie von Wilhelm Genazino, deren Teile 1977, 1978 und 1979 erschienen sind.
In Frankfurt am Main sitzt Abschaffel, ein 31-jähriger Junggeselle, am Schreibtisch einer großen Spedition und stellt als stellvertretender Leiter der Abteilung „Sammelausgang“ Waggons für Gütertransporte in westdeutsche Städte zusammen. Als der junge Mann, Sohn eines pensionierten Mannheimer Angestellten, nach abgebrochenem Gymnasiumsbesuch den bewegungsarmen Job dreizehn Jahre gemacht hat, ist er reif für eine Kur.

## Psychoanalyse
Die Ängste eines Junggesellen werden thematisiert. Zwar spricht der behandelnde Arzt Dr. Haak zunächst von einer erfolgreichen Behandlung des „umfassenden Bewegungsmangelsyndroms“, doch das zerstörerische Wort Psychoanalyse fällt erst am Ende der Trilogie, als die „Quellen des seelischen Geschehens“ zur Sprache kommen. Stationsarzt Dr. Buddenberg, Abschaffels Psychotherapeut in der Kurklinik Sattlach, nimmt es im Abschlussgespräch in den Mund. Der Arzt legt damit dem Patienten weitere erforderliche Behandlung in Frankfurt am Main nahe. Im Ergebnis wochenlanger diagnostischer Gespräche in der Klinik liegt nach ärztlicher Ansicht bei Abschaffel „eine Art Beeinträchtigungswahn“ vor. Jahrelang beruflich unterfordert, habe sich der Patient immer noch nicht weit genug von seinen Eltern in Mannheim entfernt. Vergeblich habe der Kranke bisher versucht, das eheliche Missgeschick der Mutter zu akzeptieren.
Zu solchem Seelenpanorama passt, dass es Abschaffel nicht gelingt eine Frau zu halten. Genauer besehen will er das gar nicht. Lässt man die sexuellen Abenteuer des Protagonisten Revue passieren, so kommt seine Arbeitskollegin Frau Schönböck nicht in Frage, weil sie – obwohl hilfsbereit im Notfall – zu vordergründig auf einen Mann aus ist. Die 36-jährige Goldschmiedin Margot wäre die Frau gewesen, doch sie verlässt Abschaffel, weil dieser sich nach einiger Zeit gleichgültig zeigt. Während des Kuraufenthalts im dritten Buch hofft der Leser auf ein Happy End. Dagmar, die Sachbearbeiterin aus Delmenhorst, könnte die Frau nach Abschaffels anspruchsvoller Wahl werden. Alle Vorzeichen lassen ein gutes Ende ahnen, aber Abschaffel erweist sich als nicht konsensfähig.

## Inhalt
Zu den drei Büchern:

### Abschaffel
Abschaffel will für sich sein. Das funktioniert nicht richtig. Ab und zu braucht er eine Frau. Einmal hat er drei gleichzeitig. Er hält die Damen – eine Angestellte, eine Studentin und eine Apothekerin – mittels eines feinen Lügengespinstes voneinander fern. Die Hautkrankheit im Genitalbereich der Studentin findet Abschaffel anziehend und bleibt eine Weile mit der jungen Frau zusammen. Die Apothekerin, aufreizend geschwätzig, stellt er sofort für beliebig lange Zeit ruhig, indem er einen seiner Mittelfinger in der Vagina belässt. Der Geruchsfetischist Abschaffel wäscht den betreffenden Finger hinterher länger als einen Tag nicht.
Einerseits zieht es Abschaffel ins Bordell, doch andererseits stößt ihn schon der Gedanke an den Bordellbesuch ab. Wenn aber Abschaffel ins Bordell gehen will, dann geht er auch. In dem Fall müssen nur die Begleitumstände ausreichend skurril sein. Letztere konstruiert der einfallsreiche Protagonist. Er wählt keines aus den zahlreichen Frankfurter Bordells aus, sondern nimmt ein Mannheimer. Dieses sucht er im Anschluss an einen sonntäglichen Kurzbesuch bei seinen 70-jährigen Eltern in Mannheim auf. Abschaffel ist kein Kraftfahrer. Das Pikante: Die Straßenbahnfahrt von der elterlichen Wohnung zum Bordell lässt er sich auch noch von der ahnungslosen Mutter bezahlen.

### Die Vernichtung der Sorgen
Abschaffel will sich den Arbeitskollegen Hornung zum Freunde machen. Es erweist sich, der 28-jährige Kettenraucher Hornung, erst seit Kurzem in der Abteilung Lager der Firma angestellt, ist hochverschuldet. Firmenchef Ajax behält den Neuen, einen Familienvater mit zwei Kindern, trotzdem. Aus eigenem Antrieb sucht Abschaffel den Kollegen im Kreise seiner Familie in dessen Neubauwohnung in Höchst auf und ist durchweg enttäuscht – auch von der teilnahmslosen Ehefrau und den fernsehenden Kindern.
Abschaffel hält es in der Spedition nicht länger aus. Als neue Erwerbsquelle fasst er den Beruf des Zuhälters ins Auge. Eine einzige Prostituierte soll ihn aushalten. Zu deren Suche gestattet er sich drei kostenaufwändige Anläufe, die allesamt in den Anfängen steckenbleiben.
Während einer Geburtstagsfeier unter Arbeitskollegen wird Abschaffel von Hornung beleidigt. Abschaffel verlässt die Feier und schläft zur Strafe im Eilzugtempo mit der auf einmal gar nicht mehr zurückhaltenden Frau Hornung. Auch für Letztere ist Rache das „Tatmotiv“.
Als Abschaffel eines Morgens wegen starker Rückenschmerzen nicht mehr aus den Federn kommt, erweist sich Frau Schönböck als Helferin in der Not. Die PKW-Besitzerin fährt den Kranken zu Dr. Wägele nach Eschborn. Der neue Patient wird zum Orthopäden Dr. Schmücker überwiesen. Abschaffel, der sensibel-schwierige Kranke, will sich zu Hause von Frau Schönböck nicht gar zu sehr bemuttern lassen. Frau Schönböck versteht und zieht sich zurück. Der Kranke atmet auf. Der orthopädische Befund lautet: zu frühzeitige Osteoporose mit Spondylarthritis. Abschaffel darf sechs Wochen zur Kur.

### Falsche Jahre
Fernab der Großstadt in einer waldigen Gegend verbringt der Patient zusammen mit zirka zweihundert anderen Kranken in der „Psychosomatischen Klinik Sattlach“ in seinem Einzelzimmer eine ruhige Zeit. Der wortkarge Dr. Buddenberg hört nur zu. In den Sitzungen unter vier Augen fragt sich Abschaffel: Wie viel verrate ich dem? Der Patient geht schließlich aus sich heraus und spart nicht mit wortreichen Reports aus der Kinderstube.
Gegen Ende der Kur will Abschaffel gar nicht an Frankfurt denken. Wahrscheinlich wird er als Nächstes das Bordell aufsuchen. Dr. Buddenbergs Beobachtung zum Freudschen Komplex „Bordell und Mutter“ hat Abschaffel überrascht und aufgewühlt. Der Patient ergeht sich in Abwesenheit von Zeugen in Hasstiraden gegen die Mutter.

## Zitat
- „Aber das Büro war kein Ort für Geheimnisse.“[4]

## Selbstzeugnis
Im Herbst 1989 hat der Autor am Erker mit Joachim Feldmann und Rudolf Gier über seinen Text gesprochen.

## Form
Nach der Lektüre des ersten Buches entsteht der Eindruck, Abschaffel habe nur Außerdienstliches im Kopfe. Bei allem Geschlechtsverkehr mit einer Frau nach der anderen masturbiert unser Held unablässig. Solcher experimenteller Raubbau am eigenen Körper wird brutal-komödiantisch ausgeschlachtet. Da masturbiert Abschaffel zu Hause zweimal kurz hintereinander und begibt sich auf schnellstem Wege als gut zahlender Gast ins Bett einer Prostituierten. Die Frau findet das Versagen des Kunden gar nicht schön und muss manuell nachhelfen. Zu dieser beruflichen Bemühung heuchelt Abschaffel Unverständnis. Er lügt die Dame an – etwa nach dem Motto: Heute verstehe ich meinen Körper nicht mehr. Es hat doch bisher immer funktioniert.
Im Verlauf des zweiten Buches nimmt der Leser ein wenig überrascht zur Kenntnis, dass den Mitarbeitern der Spedition an fachlicher Befähigung doch einiges abverlangt wird. Abschaffel meistert die Anforderungen stets ohne großartige Anstrengung. Der Chef des Unternehmens – von den Untergebenen „Ajax, der weiße Wirbelwind“ genannt – kann zwar selbstherrlich entscheiden und den Lieben Gott markieren (der Lehrling darf vom Chef geohrfeigt werden), doch er bleibt stets dezent im Hintergrund. Der Leser erfährt von keiner einzigen Schikane gegen Abschaffel aus Richtung der Unternehmensleitung. Der Speditionsbetrieb läuft in Abschaffels Sphäre immer wie am Schnürchen.
Bestens ist manche Beobachtung des Erzählers wiedergegeben. Zum Beispiel hält er während der Kur Arbeiter und Angestellte säuberlich auseinander. Erstere geben sich linkisch und Letztere sehen das Sanatorium als ihre neue Firma an, in der sie sich positionieren und als eingefleischte Opportunisten bewähren müssen.

## Rezeption
- Krauss registriert Abschaffels „erbarmungslosen Hang zur Selbstbeobachtung“[6] und findet Gefallen an Passagen, die die Alltagsmisere umschreiben. Gemeint ist zum Beispiel eine der vielen „grotesken“ Dinganalysen in der Trilogie – hier; zwei Briefmarken liegen im Schubkasten dicht an dicht[7]. Genazinos parataktischer Stil komme dem Leser entgegen.[8] Zwar lobt Krauss diese Beschreibung „des modernen Großstadtalltags“, aber das Ganze mache doch einen „überfrachteten“ Eindruck. Zudem möchte Krauss keine „poetisierte Psychoanalyse“ lesen.[9] Thema sei die Eltern-Sohn-Beziehung; gestaltet werde die Adoleszenz eines 31-Jährigen.[10] Stockinger spricht in dem Zusammenhang von der „Erfindung der Eltern“[11] und dehnt die Eltern-Sohn-Relation sogar als Konstituente für das Gesamtwerk Wilhelm Genazinos aus.[A 4][12]
- Äußerungen[13] zu den drei Romanen
  - „Abschaffel“ wurde besprochen: Von Jochen Schmidt am 20. Mai 1977 in der „Deutschen Zeitung“, von Stephan Reinhardt am 21. Mai 1977 in der „Frankfurter Rundschau“, von Jürgen Wallmann am 12. Juni 1977 im „Tagesspiegel“, von Lothar Baier am 23. Juli 1977 in der „Süddeutschen Zeitung“ und von Volker Hage am 22. November 1977 in der „FAZ“. Untersuchungen finden sich bei Mechthild Curtius-Helbach („Psyche“, 1979, H. 3), Marion Heister (Europäische Hochschulschriften, Reihe 1, Frankfurt am Main 1989) und Karina Gómez-Montero (Kölner germanistische Studien 40, 1998).
  - „Die Vernichtung der Sorgen“ wurde besprochen: Von Stephan Reinhardt am 19. Mai 1978 in der „Zeit“, von Jürgen Wallmann am 21. Mai 1978 im „Tagesspiegel“, von Jürgen Schmidt am 27. Mai 1978 in der „Stuttgarter Zeitung“, von Marianne Zelger-Vogt am 16. Juni 1978 in der „Neuen Zürcher Zeitung“, von Volker Hage am 29. Juli 1978 in der „FAZ“ und von Lothar Baier am 23. September 1978 in der „Süddeutschen Zeitung“.
  - „Falsche Jahre“ wurde besprochen: Von Stephan Reinhardt am 10. Oktober 1979 in der „Frankfurter Rundschau“, von Jürgen Schmidt am 10. November 1979 in der „Stuttgarter Zeitung“, von Uwe Schultz am 14. Dezember 1979 in der „Deutschen Zeitung“, von Jürgen Wallmann am 1. Februar 1980 im „Rheinischen Merkur“, von Ulrich Greiner am 9. Februar 1980 in der „FAZ“ und von Werner Schulze-Reimpell am 20. September 1980 in der „Stuttgarter Zeitung“.

2011 wurde die Trilogie für das Lesefest Frankfurt liest ein Buch ausgewählt.

### Textausgaben
Erstausgaben
- Wilhelm Genazino: Abschaffel. Roman. Rowohlt, Reinbek 1977 (das neue buch 85)
- Wilhelm Genazino: Die Vernichtung der Sorgen. Roman. Rowohlt, Reinbek 1978 (das neue buch 104)
- Wilhelm Genazino: Falsche Jahre. Roman. Rowohlt, Reinbek 1979 (das neue buch 127)

Verwendete Ausgabe
- Wilhelm Genazino: Abschaffel. Die Vernichtung der Sorgen. Falsche Jahre. Carl Hanser, München 2011 (Sonderausgabe der Ausgaben 2002 beziehungsweise 2004 für Frankfurt liest ein Buch 2011), ISBN 978-3-446-23710-0

Andere Ausgaben
- Wilhelm Genazino: Abschaffel. Eine Trilogie. Mit einem Nachwort von Dolf Oehler: Das kleine Zimmer, die Welt. (S. 481–491) Rowohlt, Reinbek 1985 (rororo 5542)

### Sekundärliteratur
- Hannes Krauss: Menschen – Dinge – Situationen. Wilhelm Genazinos Abschaffel-Romane. S. 11–19 in: Heinz Ludwig Arnold (Hrsg.): TEXT+KRITIK. Zeitschrift für Literatur. Heft 162. Wilhelm Genazino. April 2004. Richard Boorberg Verlag, München, ISBN 3-88377-755-2
- Claudia Stockinger: Das Leben ein (Angestellten-)Roman. Wilhelm Genazinos Ästhetik der Wiederholung. S. 20–28 in: Heinz Ludwig Arnold (Hrsg.): TEXT+KRITIK. Zeitschrift für Literatur. Heft 162. Wilhelm Genazino. April 2004. Richard Boorberg Verlag, München, ISBN 3-88377-755-2
- Gero von Wilpert: Lexikon der Weltliteratur. Deutsche Autoren A – Z. 4., völlig neubearbeitete Auflage. Kröner, Stuttgart 2004, ISBN 3-520-83704-8, S. 190, 2. Spalte, vorletzter Eintrag